# هاينريش إرنست شيرمر
هاينريش إرنست شيرمر (بالألمانية: Heinrich Ernst Schirmer)‏ (و. 1814 – 1887 م) هو مهندس معماري ولد في لايبزيغ بألمانيا، واشتهر بأعماله في النرويج. توفي في غيسن عام 1887.

## معرض صور

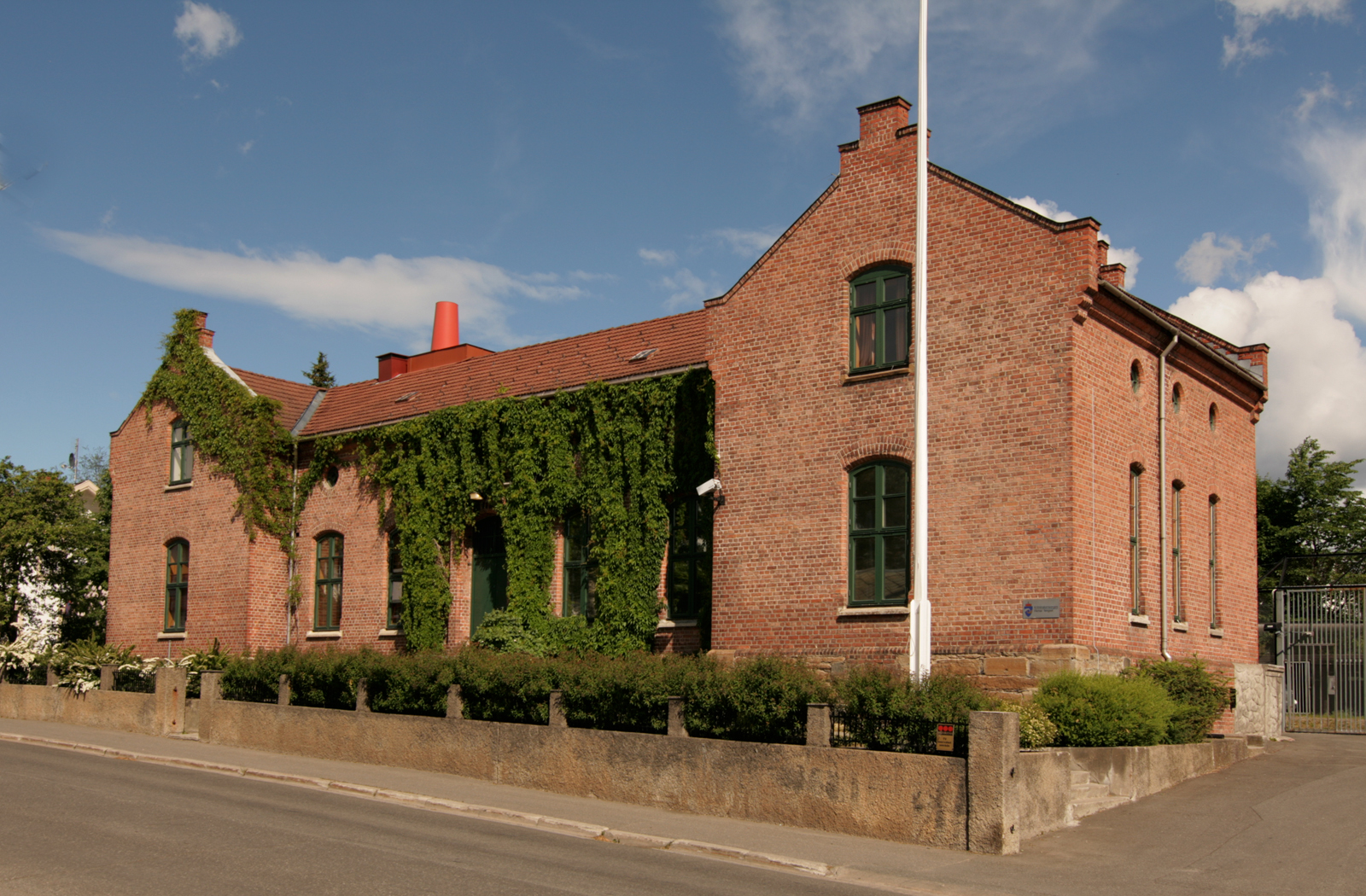
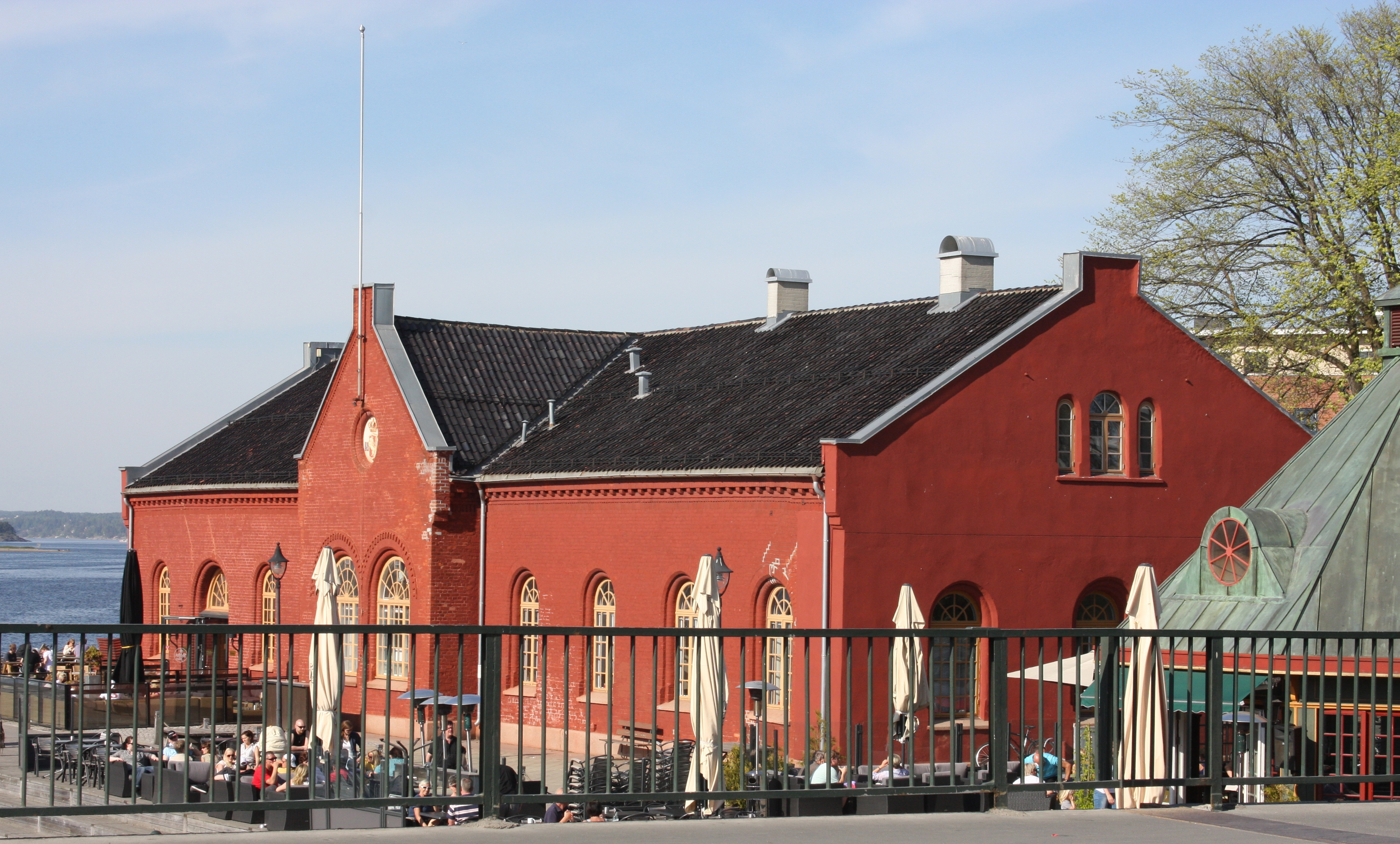
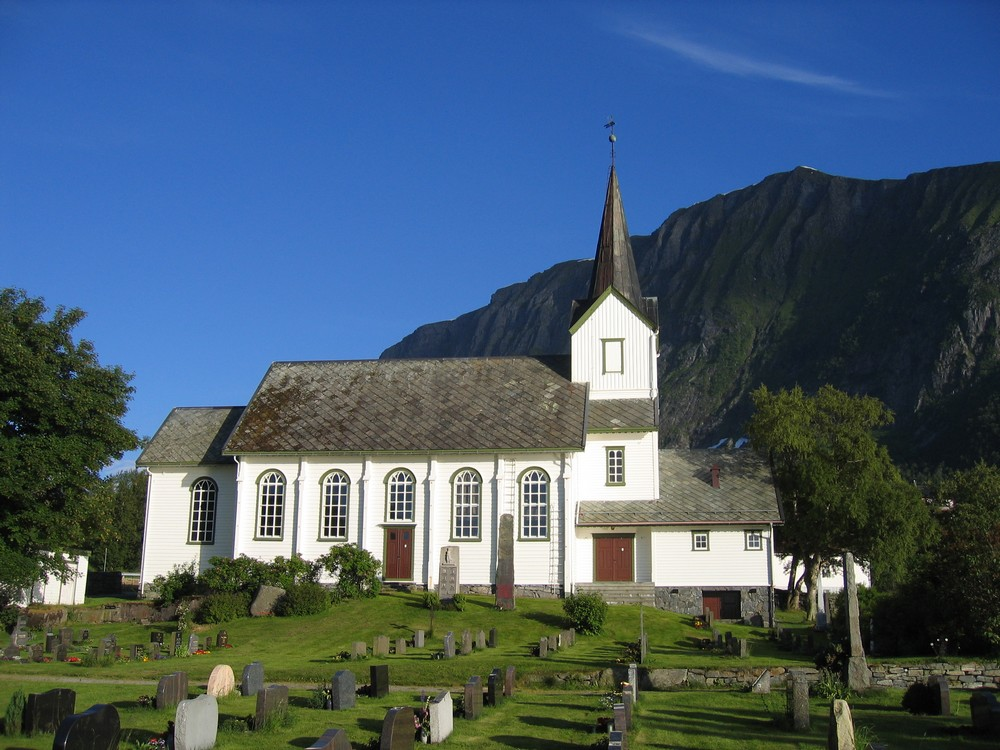
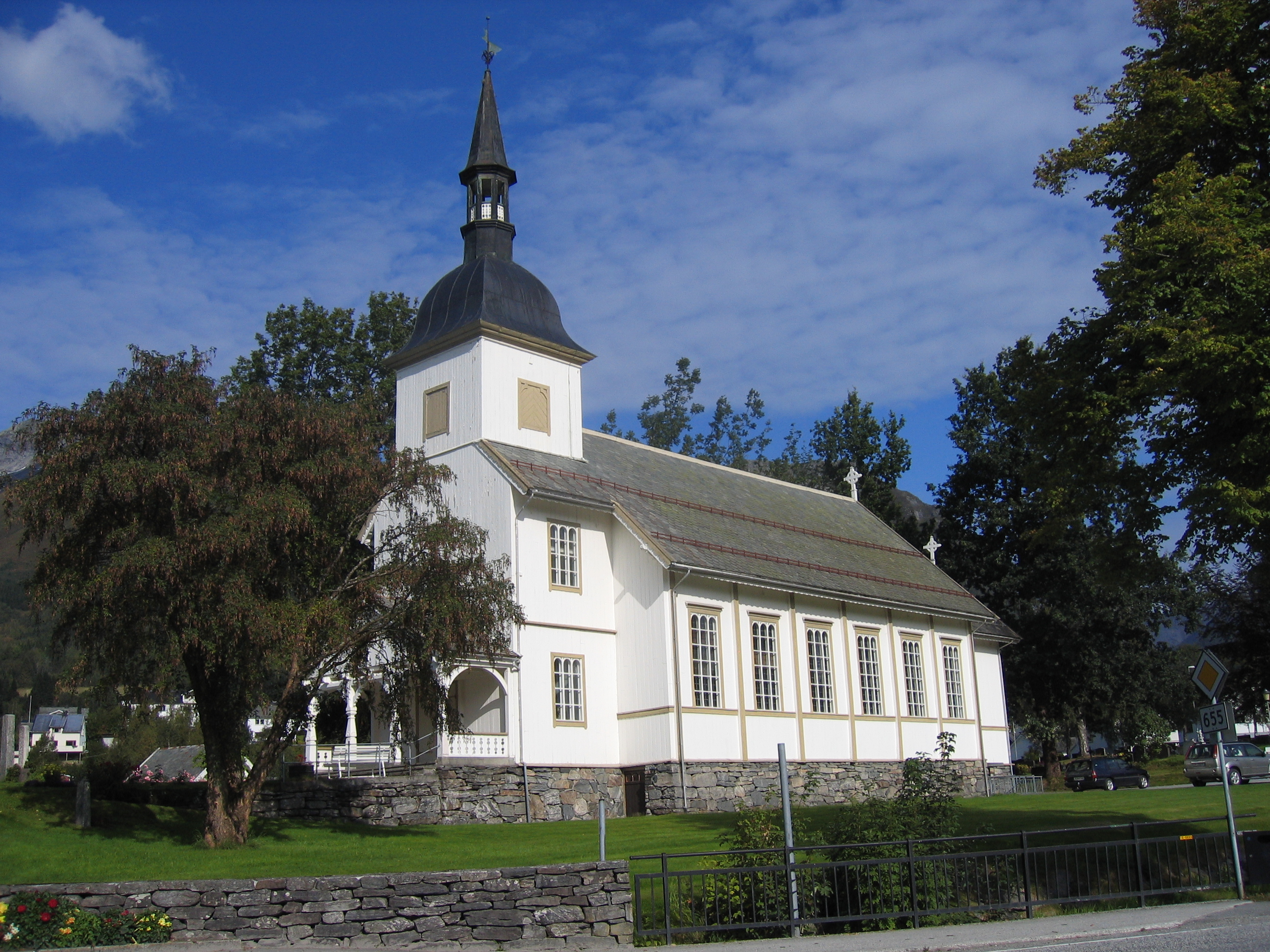
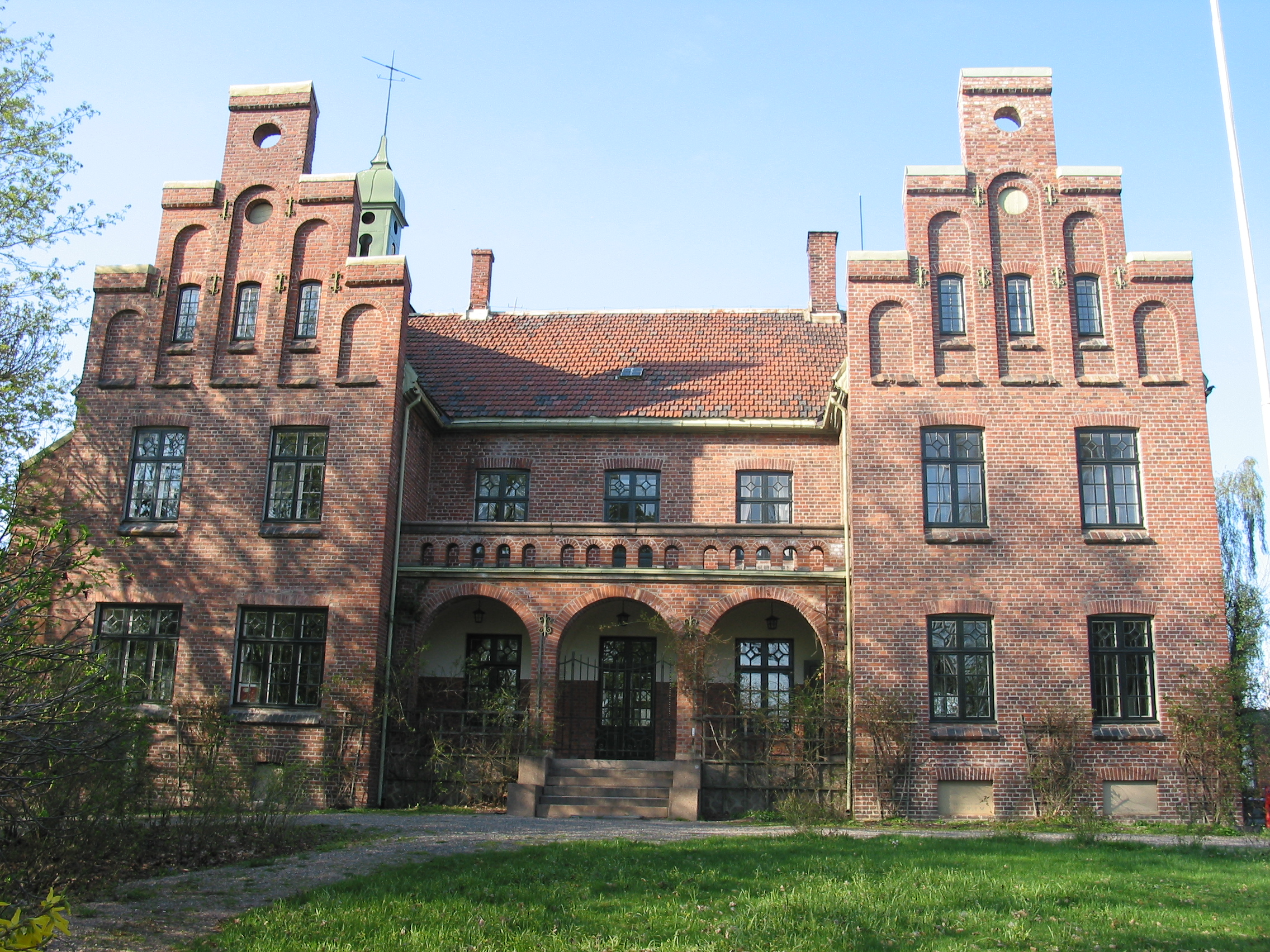

## أعمال بارزة
من أهم أعماله:
- Strøm Church
- Hamar Cathedral
- Vestre Aker Church

## جوائز
حصل على جوائز منها:
- Knight of the Order of St. Olav.